# Lisímetre

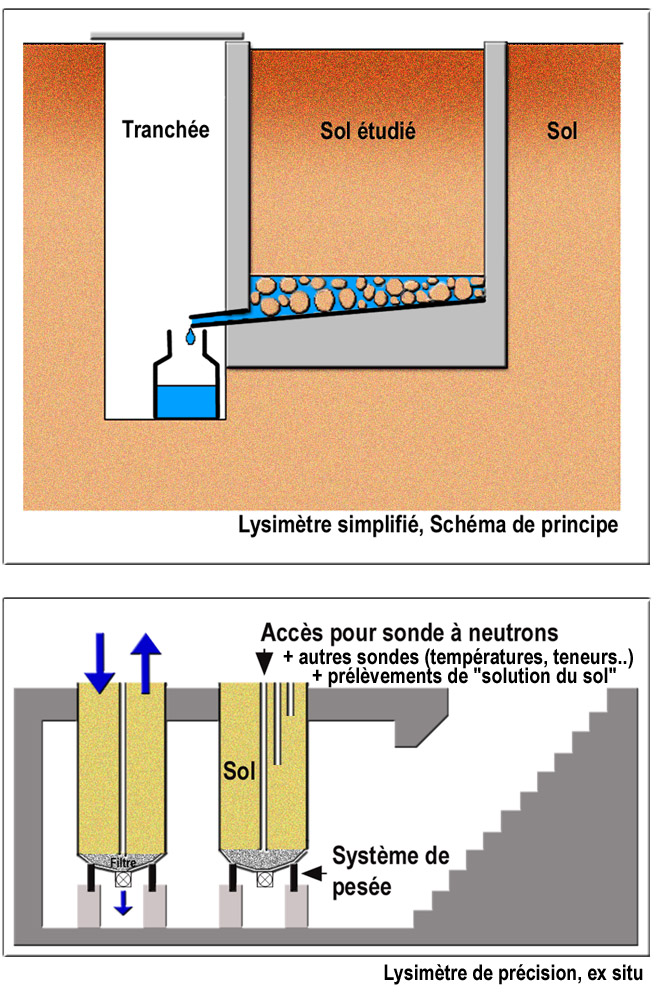
Tall transversal de dos tipus de lisímetres.

Lisímetre és un dispositiu inserit en el sòl, ple amb la mateixa terra del lloc i amb vegetació. És utilitzat per a mesurar l'evapotranspiració de referència (ETo) o del cultiu (ETc). També s'anomena evapotranspiròmetre depenent de quina manera s'ha fet el procediment de mesura.
La mesura de l'evapotranspiració és determinada pel balanç hídric dels dispositius. Normalment hi ha una balança en el fons del lisímetre on es pot determinar, d'aquesta forma, quanta aigua es va evapotranspirar en el sistema. Un altre tipus de lisímetre utilitza, en lloc de la balança, un sistema de drenatge d'aigua on quan posada l'aigua fins a la capacitat de camp d'aquell sòl, la quantitat d'aigua drenada és exactament la quantitat d'aigua evapotranspirada.